# Easy Jazz Neapolitan Song
Easy Jazz Neapolitan Song è il diciassettesimo album di Bobby Solo, prodotto da Francesco Digilio e pubblicato da Sifare edizioni musicali e Rai Trade.

## Tracce
1. Anema e core – 3:44 (testo: Titomaglio – musica: D'Esposito)
2. Luna rossa – 4:08 (testo: De Crescenzo – musica: Vian)
3. Tu si 'na cosa grande – 4:13 (testo: Gigli – musica: Modugno)
4. Chella llà – 3:02 (testo: Bertini – musica: Taccani)
5. Accarezzame – 4:20 (testo: Nisa – musica: Calvi)
6. 'O sole mio – 3:17 (testo: Capurro – musica: Di Capua)
7. Torna a Surriento – 5:17 (testo: G. De Curtis – musica: E. De Curtis)
8. Maruzzella – 3:11 (testo: Bonagura – musica: Carosone)
9. 'Na voce, 'na chitarra e 'o ppoco 'e Luna – 3:44 (testo: Calise – musica: Rossi)
10. Voce 'e notte – 3:47 (testo: Nicolardi – musica: E. De Curtis)
11. When the world moves around you – 4:26 (musica: R. Satti)
12. Nun è peccato – 3:57 (testo: Calise – musica: Rossi)
13. Where is my place – 3:46 (musica: R. Satti)
14. Una lacrima sul viso – 3:57 (testo: Mogol – musica: Lunero)